# Спринтерице
Спринтерице, или шиљци, су врста обуће која има избочене шиљке (ексере) на ђону које користе спортисти када се тркају на стази. Неке спринтерице су дизајниране за дуге и средње пруге, али углавном сд користе за спринтерске дисциплине. Термин "шиљци" се такође може односити на ципеле за стазе које имају такве избочине, иако се оне технички називају ексери. Шиљци су слични кранпонима, који се користе за тимске спортове, иако су углавном мањи и са оштрим врхом.